# Budynek dawnej łaźni miejskiej w Gorzowie Wielkopolskim
Budynek dawnej łaźni miejskiej w Gorzowie Wielkopolskim przy ul. Jagiełły (dawniej: Łaźnia miejska) – budynek mieszkalno-usługowy mieszczący się w Gorzowie Wielkopolskim, dawniej pełniący funkcję łaźni publicznej.

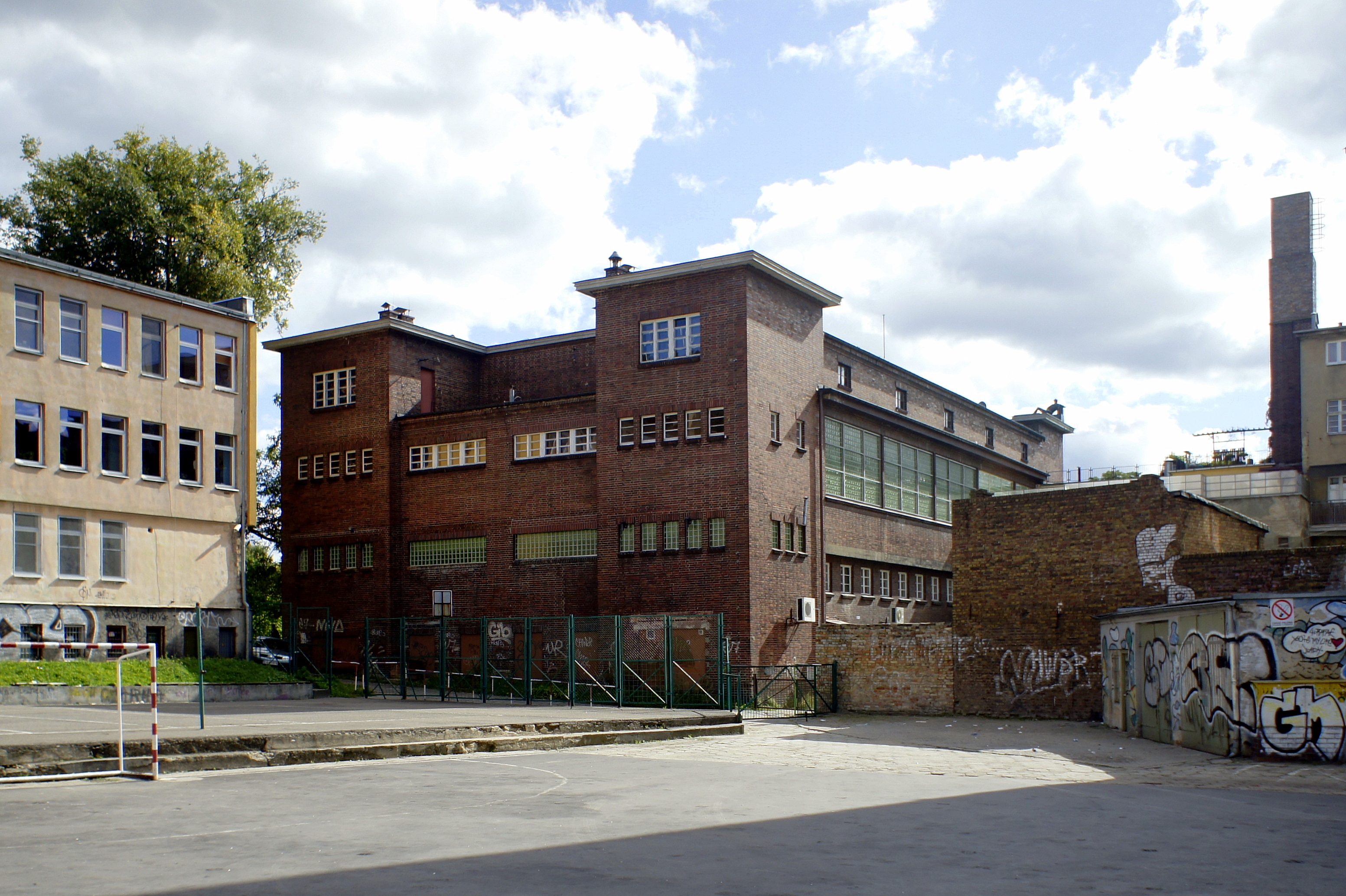
Widok od strony podwórza

7 stycznia 1930 roku nastąpiło otwarcie obiektu. Znajdowały się w nim m.in. pływalnia (ze skoczniami basenowymi) o długości 25 m, 38 kabin przebieralni, kabiny natryskowe, łazienki, pomieszczenia do kąpieli słonecznych, łaźnia rosyjska i rzymska – z zapleczem do masaży, oraz sala odpoczynku. Po wojnie 16 maja 1945 roku mieszkańcom miasta udostępniono 27 wanien i 8 kabin natryskowych, a w 1948 roku pływalnię – która działała do 2002 roku.
Obecnie pełni funkcje sali sportowej – przebudowanej na potrzeby klubu tenisa stołowego GKS Gorzovii, oraz przychodni rehabilitacyjnych.